# NGC 451
NGC 451 = IC 1661 ist eine Spiralgalaxie vom Hubble-Typ Sc im Sternbild Fische auf der Ekliptik. Sie ist schätzungsweise 224 Millionen Lichtjahre von der Milchstraße entfernt und hat einen Durchmesser von etwa 35.000 Lichtjahren. Vom Sonnensystem aus entfernt sich die Galaxie mit einer errechneten Radialgeschwindigkeit von näherungsweise 4.900 Kilometern pro Sekunde.
Sie gilt als Teil der 42 Mitglieder umfassenden Lyons Groups of Galaxies LGG 26 und der NGC 507-Gruppe. Im selben Himmelsareal befinden sich unter anderem die Galaxien NGC 443, NGC 447, PGC 4610, PGC 2020761.
Das Objekt wurde am 10. November 1881 von dem französischen Astronomen Édouard Jean-Marie Stephan entdeckt.